# Scavi archeologici di San Lorenzo Maggiore

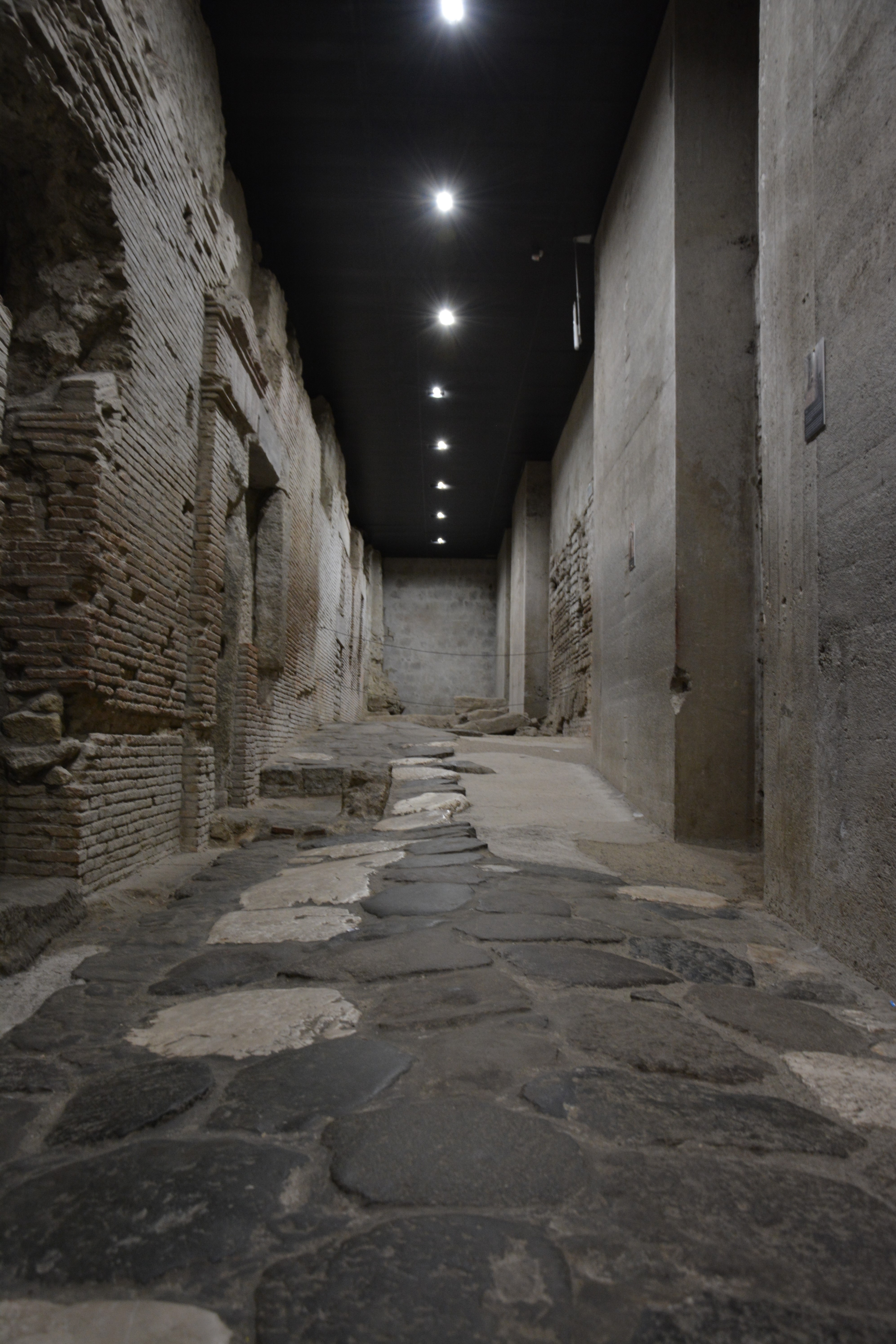
Il cardo

Gli scavi archeologici di San Lorenzo Maggiore sono un sito archeologico di Napoli localizzato nell'area sottostante la basilica e il convento omonimi.
Il sito fa parte del circuito del museo dell'Opera di San Lorenzo Maggiore.

## Descrizione
Gli scavi, iniziati nel 1976 hanno rimesso in luce i resti del macellum (mercato) della Neapolis greco-romana, sorto in corrispondenza dell'antico decumano maggiore. La struttura antica presentava al centro un'edicola colonnata, in forma di piccolo tempio circolare a tholos, che doveva ospitare una fontana, come provano i resti dell'impianto per lo scarico dell'acqua. In corrispondenza dei lati dell'attuale chiostro, si aprivano dei porticati con ambienti sul fondo, destinati a bottega. Il macellum era organizzato a terrazzamenti, adattandosi alla particolare conformazione del terreno.
La stratificazione degli scavi, pur essendo alquanto complessa, ha permesso di ricostruire in modo attendibile le varie fasi storiche della città, con strutture di epoca greca risalenti al IV secolo a.C. (fondazioni in blocchi di tufo) sulle quali si innesta un complesso di età imperiale (I secolo d.C.). 
Interessante è anche il tratto di strada (lungo circa 60 metri) corrispondente all'attuale vico Giganti e sul quale si aprivano alcune botteghe commerciali e, forse, l'antico Aerarium dov'era custodito il tesoro cittadino. Gli scavi, iniziati negli anni Ottanta e interrotti svariate volte per mancanza di fondi, si sono conclusi nel maggio 2009, grazie ai finanziamenti della comunità europea, e hanno riportanto alla luce l'altra metà del complesso archeologico: oggi risulta che, rispetto alla parte aperta ai visitatori nel 1993, l'area si sia raddoppiata. 
L'area subì notevoli trasformazioni nel corso dei secoli con la sovrapposizione, ad esempio, di una basilica paleocristiana del VI secolo, la cui pavimentazione musiva è tuttora visibile in parte sotto il transetto della basilica.